# Ratio Cooke
Le ratio Cooke est un ratio de solvabilité bancaire qui était recommandé par le Comité de Bâle dans le cadre de ses premières recommandations (Bâle I) visant à garantir un niveau minimum de capitaux propres, afin d'assurer la solidité financière des banques. 

## Concept
Le ratio Cooke fixe la limite de l'encours pondéré des prêts accordés par un établissement financier en fonction des capitaux propres de la banque. Il est un rapport de 8 % au minimum entre les fonds propres d'une banque et le total des actifs, pondérés par le risque de chaque actif.
Le ratio tient son nom de Peter Cooke, un directeur de la Banque d'Angleterre qui avait été un des premiers à proposer la création du Comité de Bâle et fut son premier président.
Pour le calcul de ce ratio, on retient les fonds propres répartis selon trois grandes masses (le noyau dur ou Tier 1, les fonds propres complémentaires ou Tier 2, les fonds propres sur-complémentaires ou Tier 3) et les encours de crédit, les engagements bilanciels et hors bilan pondérés selon leur nature. Le rapport des fonds propres sur les encours pondérés doit être égal ou supérieur à 8 % avec un minimum de 4 % sur le Tier 1.

## Postérité
Il est moins élaboré que le ratio McDonough qui lui a succédé dans le cadre de la réforme dite des accords de Bâle II, car il ne prend que très grossièrement en compte le risque plus ou moins élevé des différents prêts accordés et a permis l'émergence de l'arbitrage prudentiel.